# Saint-Christophe-du-Ligneron
Saint-Christophe-du-Ligneron är en kommun i departementet Vendée i regionen Pays de la Loire i västra Frankrike. Kommunen ligger i kantonen Palluau som tillhör arrondissementet Les Sables-d'Olonne. År 2022 hade Saint-Christophe-du-Ligneron 2 653 invånare.

## Befolkningsutveckling
Antalet invånare i kommunen Saint-Christophe-du-Ligneron
| Referens: INSEE |